# Manuel Pucciarelli
Manuel Pucciarelli (Prato, 17 juni 1991) is een Italiaans voetballer die doorgaans als aanvaller speelt. Hij verruilde Empoli in juli 2019 voor Chievo Verona.

## Clubcarrière
Pucciarelli debuteerde op 29 mei 2011 in het shirt van Empoli in de Serie B, tegen Vicenza Calcio. In januari 2012 werd hij voor zes maanden uitgeleend aan US Gavorrano, waar hij negen keer scoorde in zeventien wedstrijden in de vierde klasse. Op 25 augustus 2012 maakte hij zijn eerste doelpunt in het shirt van Empoli, tegen Reggina Calcio. In 2014 promoveerde hij met de club naar de Serie A.